# Yella Beezy

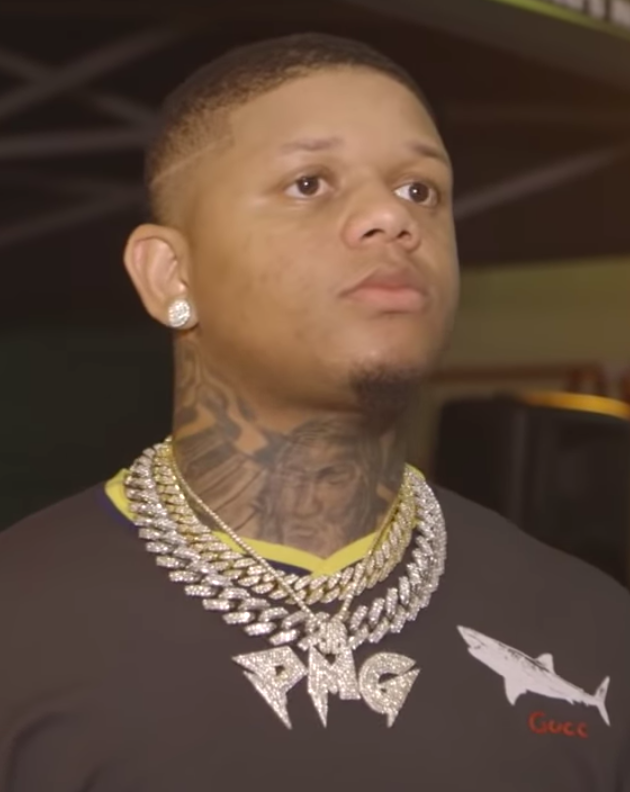

Markies Deandre Conway, cunoscut sub numele de scenă Yella Beezy, este un rapper, cântăreț și compozitor american din Dallas, Texas. Este cunoscut mai ales pentru single-urile „That's On Me”, „Bacc at It Again”, „Up One” și „Goin Through Some Thangs”.

## Biografie si cariera
Conway a fost crescut în cartierul Oak Cliff din Dallas, Texas. Când Conway avea 12 ani, tatăl său a fost ucis la casa lor din Oak Cliff de Ziua Mamei. De-a lungul copilăriei a jucat baschet și fotbal și aspirația sa inițială a fost să devină un jucător de fotbal profesionist. Conway a devenit Crip în adolescență și a vândut droguri pentru a-și întreține familia. El a fost adesea dat afară din școală pentru lupte și a ajuns să renunțe la liceu fără diploma sa.

### 2017–prezent: Cariera
Conway a început să scrie versuri și să cânte rap la vârsta de 13 ani. A fost inspirat de artiști precum Boosie Badazz și Kevin Gates. La vârsta de 14 ani a lansat primul sau mixtape, Mash Mode Overload. În 2012, a fost lansat al doilea mixtape, Lil Yella Mane. Primul single de succes al lui Conway a venit în 2015 cu „Trap in Designer” în afara mixtape-ului Broke Nights Rich Days.
În 2017, Yella Beezy și-a lansat mixtape-ul Lite Work, Vol. 2. A prezentat piesa „That's On Me”, care a atins numărul 37 pe Billboard Hot 100 și a dus, de asemenea, la semnarea lui Yella Beezy la casa de discuri Hitco a L.A. Reid.
În 2018, a fost lansat mixtape-ul Ain't No Goin Bacc. A inclus hit-urile „What I Did” (cu Kevin Gates), „Up One” (cu Lil Baby) și o versiune remixată „That's On Me” (cu 2 Chainz, T.I. și Boosie Badazz). În același an, Yella Beezy a început să câștige faima de la deschiderea pentru Jay-Z și Beyoncé în Dallas și Houston în timpul turneului On the Run II.
În 2019, mixtape-ul Baccend Beezy a fost primul mixtape de Yella Beezy lansat sub casa sa de discuri Hitco. Mixtape-ul a prezentat single-urile de succes "Bacc At It Again" (cu Quavo și Gucci Mane) și "Restroom Occupied" (cu Chris Brown).
El a fost prezentat pe single-ul modelului eritrean Rubi Rose, "Hit Yo Dance", cu NLE Choppa.

## Viața personala
Deandre Conway are un copil, un fiu care s-a născut în 2018.
Pe 14 octombrie 2018, Conway a fost împușcat pe autostrada Sam Rayburn din Lewisville, Texas, în jurul orei 03:30. Rapoartele spun că vehiculul său a fost impuscat de 23 de ori, iar Conway a fost lovit de 4 ori. Conway a fost spitalizat și a supraviețuit, în timp ce trăgătorul nu a fost găsit niciodată.